# Zygia brenesii
Zygia brenesii là một loài thực vật có hoa trong họ Đậu. Loài này được (Standl.) L.Rico miêu tả khoa học đầu tiên.